# Karl Roth (Landrat)
Karl Roth (* 30. Oktober 1893 in Ottweiler; † 24. Dezember 1979 in Neunkirchen) war ein deutscher Landrat des Landkreises Merzig.

## Leben
Karl Roth war ab dem 1. März 1930 Landrat des Landkreises Merzig. Während seiner Amtszeit sorgte er sich von 1932 bis 1936 um Arbeitsbeschaffungsmaßnahmen sowie um die Saarbegradigung bei Beckingen und Merzig. Nach 15 Jahren endete die Amtszeit Roths im Jahr 1945.